# كلير فان دير بوم
كلير فان دير بوم (بالإنجليزية: Claire van der Boom)‏ هي ممثلة أسترالية، ولدت في 1983 في أستراليا.

## وصلات خارجية
- كلير فان دير بوم على موقع IMDb (الإنجليزية)
- كلير فان دير بوم على موقع ميتاكريتيك (الإنجليزية)
- كلير فان دير بوم على موقع روتن توميتوز (الإنجليزية)
- كلير فان دير بوم على موقع قاعدة بيانات الأفلام العربية
- كلير فان دير بوم على موقع ألو سيني (الفرنسية)
- كلير فان دير بوم على موقع ميوزك برينز (الإنجليزية)
- كلير فان دير بوم على موقع أول موفي (الإنجليزية)
- كلير فان دير بوم على موقع ديسكوغز (الإنجليزية)
- كلير فان دير بوم على موقع قاعدة بيانات الفيلم (الإنجليزية)
- كلير فان دير بوم على موقع ليتربوكسد (الإنجليزية)